# 索马里过渡国家政府
过渡国家政府（英語：Transitional National Government，缩写为TNG）是2000年-2004年国际社会承认的索马里中央政府，但對各地軍閥無實際控制力。